# Ohogetsu Corona
L'Ohogetsu Corona è una struttura geologica della superficie di Venere.